# Сринагар (подокруг)
Сринагар (бенг. শ্রীনগর, англ. Sreenagar) — подокруг в центральной части Бангладеш в составе округа Муншигандж. Административный центр — город Шринагар. Площадь подокруга — 202,98 км². По данным переписи 1991 года численность населения подокруга составляла 205 797 человек. Плотность населения равнялась 1014 чел. на 1 км². Уровень грамотности населения составлял 38,56 %. Религиозный состав: мусульмане — 87,61 %, индуисты — 12,34 %, прочие — 0,05 %.